# 重庆轨道交通15号线
重庆轨道交通15号线是重庆轨道交通中一条建设中的轨道线路，自曾家到两江影视城，全长66.8公里，设站25座，换乘站16座，整体呈西南-东北走向，将串联三大槽谷多个组团。15号线一期于2021年3月2日开工建设，二期于2021年10月11日开工建设。

## 历史
重庆轨道交通15号线原规划自雙碑到龍興，線路全長約52Km，其中地下線約36.5Km，銅鑼山隧道一座，長約2.9Km,跨江大橋一座，跨度約400m。全線設25座車站，高架站9座，地下站16座。平均站間距2.14Km，最大站間距6038m，最小站間距953m。設1段兩場，沿線分別與1号线、13号线、6号线、6号线支线、5号线、3号线、9号线、10号线、11号线、4号线、8号线換乘。

## 建设历程
- 2018年9月，经线网调整，15号线调整为城轨快线。
- 2019年9月30日，重庆市住房和城乡建设委员会对重庆市城市轨道交通第四期第一批建设规划进行第一次公示，含15号线。
- 2019年10月14日，重庆市住房和城乡建设委员会对重庆市城市轨道交通第四期第一批建设规划进行第二次公示。[6]
- 2020年11月2日，重庆市发展和改革委员会关于轨道交通15号线一期工程可行性研究报告的批复发布。[7]
- 2021年3月2日，15号线一期开工建设[3]。
- 2021年10月11日，15号线二期开工建设[4]。

## 车站列表
| 分段                         | 车站编号                   | 车站名称                   | 车站形式                   | 开通时间                   | 换乘线路[1]                | 所在辖区                   |
| 重庆轨道交通15号线车站列表   | 重庆轨道交通15号线车站列表 | 重庆轨道交通15号线车站列表 | 重庆轨道交通15号线车站列表 | 重庆轨道交通15号线车站列表 | 重庆轨道交通15号线车站列表 | 重庆轨道交通15号线车站列表 |
| 规划延伸至规划渝西机场       | 规划延伸至规划渝西机场     | 规划延伸至规划渝西机场     | 规划延伸至规划渝西机场     | 规划延伸至规划渝西机场     | 规划延伸至规划渝西机场     | 规划延伸至规划渝西机场     |
| ---------------------------- | -------------------------- | -------------------------- | -------------------------- | -------------------------- | -------------------------- | -------------------------- |
| 二期                         |                            | 曾家                       | 地下                       | 建设中                     |                            | 沙坪坝区                   |
| 二期                         |                            | 重庆城市管理职业学院       | 地下                       | 建设中                     | 17号线                     | 沙坪坝区                   |
| 二期                         |                            | 重庆科技大学               | 地下                       | 建设中                     | 27号线                     | 沙坪坝区                   |
| 二期                         |                            | 陈家桥                     | 地下                       | 建设中                     | 1号线                      | 沙坪坝区                   |
| 二期                         |                            | 重庆电子科技职业大学       | 地下                       | 建设中                     |                            | 沙坪坝区                   |
| 二期                         |                            | 张家湾                     | 地下                       | 建设中                     |                            | 沙坪坝区                   |
| 二期                         |                            | 五云新城                   | 地下                       | 建设中                     | 7号线                      | 沙坪坝区                   |
| 二期                         |                            | 井口                       | 高架                       | 建设中                     |                            | 沙坪坝区                   |
| 二期                         |                            | 礼学路                     | 地下                       | 建设中                     |                            | 渝北区                     |
| 二期                         |                            | 金山寺                     | 地下                       | 建设中                     | 6号线                      | 渝北区                     |
| 二期                         |                            | 欢乐谷                     | 地下                       | 建设中                     | 国博线                     | 渝北区                     |
| 一期                         |                            | 重光立交                   | 地下                       | 建设中                     |                            | 渝北区                     |
| 一期                         |                            | 重光                       | 地下                       | 建设中                     | 5号线                      | 渝北区                     |
| 一期                         |                            | 金福路                     | 地下                       | 建设中                     |                            | 渝北区                     |
| 一期                         |                            | 金童路                     | 地下                       | 建设中                     | 3号线                      | 渝北区                     |
| 一期                         |                            | 果塘路                     | 地下                       | 建设中                     |                            | 渝北区                     |
| 一期                         |                            | 西南政法大学               | 地下                       | 建设中                     |                            | 渝北区                     |
| 一期                         |                            | 宝圣湖                     | 地下                       | 建设中                     | 9号线                      | 渝北区                     |
| 一期                         |                            | 绣湖路                     | 地下                       | 建设中                     |                            | 渝北区                     |
| 一期                         |                            | 江北机场T3航站楼           | 地下                       | 建设中                     | 10号线                     | 渝北区                     |
| 一期                         |                            | 龙骏大道                   | 地下                       | 建设中                     |                            | 渝北区                     |
| 一期                         |                            | 两江大道                   | 地下                       | 建设中                     |                            | 渝北区                     |
| 一期                         |                            | 复盛                       | 地下                       | 建设中                     | 4号线                      | 江北区                     |
| 一期                         |                            | 现代大道                   | 地下                       | 建设中                     |                            | 江北区                     |
| 一期                         |                            | 两江影视城                 | 地下                       | 建设中                     |                            | 渝北区                     |
| 注释                         |                            |                            |                            |                            |                            |                            |
| - 1 斜体标注的线路尚未开通。 |                            |                            |                            |                            |                            |                            |